# Грошев, Алексей Владимирович
Алексе́й Влади́мирович Гро́шев (10 марта 1989 года, Кузнецк) — российский лыжник, двукратный чемпион Сурдлимпийских игр, чемпион мира. Заслуженный мастер спорта России.

## Награды и звания
- Медаль ордена «За заслуги перед Отечеством» II степени (10 апреля 2015 года) — за выдающийся вклад в повышение авторитета Российской Федерации и российского спорта на международном уровне и высокие спортивные достижения на XVIII Сурдлимпийских зимних играх 2015 года[2]..